# Хатырыкский наслег
Хатырыкский наслег — сельское поселение в Намском улусе Якутии Российской Федерации.
Административный центр — село Столбы.

## История
Статус и границы сельского поселения установлены Законом Республики Саха (Якутия) от 30 ноября 2004 года N 173-З N 353-III «Об установлении границ и о наделении статусом городского и сельского поселений муниципальных образований Республики Саха (Якутия)».

## Население
| 2002  | 2007  | 2010  | 2011  | 2012  | 2013  | 2014  |
| ----- | ----- | ----- | ----- | ----- | ----- | ----- |
| 1112  | ↗1245 | ↘1241 | ↘1101 | ↗1109 | ↗1125 | ↗1130 |
| 2015  | 2016  | 2017  | 2018  | 2019  | 2020  | 2021  |
| ↗1136 | ↘1112 | ↘1108 | ↘1094 | ↘1073 | ↘1052 | ↗1053 |

## Состав сельского поселения
| № | Населённый пункт | Тип населённого пункта       | Население |
| - | ---------------- | ---------------------------- | --------- |
| 1 | Столбы           | село, административный центр | ↗1053     |